# کوانسو
کوانسو (به لاتین: Kwanso) یک منطقه در کره شمالی است.